# Стафилово (Вологодская область)
Стафилово — деревня в Усть-Кубинском районе Вологодской области.
Входит в состав Заднесельского сельского поселения, с точки зрения административно-территориального деления — в Заднесельский сельсовет.
Расстояние по автодороге до районного центра Устья — 20 км, до центра муниципального образования Заднего — 2 км. Ближайшие населённые пункты — Омеликово, Шихово, Заднее.
По переписи 2002 года население — 51 человек (23 мужчины, 28 женщин). Преобладающая национальность — русские (98 %).